# Мумін Бахдон Фарах
Мумін Бахдон Фарах (фр. Moumin Bahdon Farah), (24 жовтня 1939 — 1 вересня 2009) — політик і дипломат Джибуті. Міністр закордонних справ і співробітництва Джибуті (1978—1993).

## Життєпис
Фарах походив із самолійського народу Ісса та був членом підклану Ода Гоба До незалежності він став міністром внутрішніх справ, пошти та зв'язку у 1976 р. у складі перехідного уряду на чолі з Абдалою Мохамедом Камілом.  У першому уряді після незалежності Джибуті, призначеному 15 липня 1977 року, Фарах був міністром внутрішніх справ Він був переведений на посаду міністра закордонних справ та співробітництва 2 жовтня 1978 року, і він залишався міністром закордонних справ майже 15 років. На парламентських виборах у грудні 1992 року Фарах був третім кандидатом у списку кандидатів від провладної партії Народний виступ за прогрес (НВП) для округу Джибуті. Після виборів 1992 року Фара було переведено на посаду міністра юстиції, мусульманських справ та в'язниць 4 лютого 1993 року. Він представляв президента Хасана Гуледа Аптідона в Національній виборчій комісії під час президентських виборів у травні 1993 р. Він виступив проти мирної угоди 1994 р. із поміркованою фракцією повстанської групи фронту за відновлення єдності та демократії (ФРУД)
У 1996 році виступив проти прем'єр-міністра Барката Гурада Амаду, після чого був відсторонений з усіх посад в уряді і партії. У тому ж році він був засуджений до шести місяців в'язниці і позбавлення громадянських прав на п'ять років.
У 2002 році заснував Соціал-демократичну народну партію, яка увійшла в коаліцію з (НВП). На парламентських виборах в січні 2003 року обраний в Національні збори і працював у комісії із зовнішніх зв'язків.